# Lusaka (provincie)
Lusaka is een van de negen provincies van Zambia. De hoofdstad is het gelijknamige Lusaka, dat tevens landshoofdstad is.

## Districten
Lusaka is verdeeld in 6 districten (2022):
- Chilanga
- Chongwe
- Kafue
- Luangwa
- Lusaka
- Rufunsa

Central · Copperbelt · Eastern · Luapula · Lusaka · Muchinga· Northern · North-Western · Southern · Western